# ماريانو ألفاريز
ماريانو ألفاريز هو ضابط وسياسي فلبيني، ولد في 15 مارس 1818 في الفلبين، وتوفي في 25 أغسطس 1924 في كافيت سيتي في الفلبين. حزبياً، نشط في Nacionalista Party ‏.